# Ligne de Vertaizon à Billom
La ligne de Vertaizon à Billom est une ligne ferroviaire reliant la gare de Vertaizon à la gare de Billom.

## Historique
La ligne est mise en service, par la Société anonyme du chemin de fer de la sucrerie de Billom, le 7 juin 1875. 
En 1902, la  Compagnie du chemin de fer de Vertaizon à Billom  est créée pour assurer l'exploitation. 
En 1939, la Compagnie des chemins de fer de la Limagne la remplace jusqu'en 1965. La SNCF exploite ensuite la ligne.

## Gares
À partir de la gare de Vertaizon cette ligne desservait les gares de Vassel, Espirat et Billom (le terminus).

## Vélorail des volcans
- Fonctionne sur cinq kilomètres de la ligne entre Espirat et Billom[3].